# Arare (snack)
Pour les articles homonymes, voir Arare.
L’arare (霰 ou あられ, litt. « grêlon »), aussi appelé araremochi (霰餅), est un biscuit d'origine japonaise confectionné à base de riz gluant. Il peut être enrobé de sauce de soja, d’épices, de nori grillé, de sucre ou d'un autre assaisonnement.

## Histoire
La culture du riz gluant, ingrédient de base de l'arare, serait apparue au Japon vers la fin de la période Jōmon (~15 000 - 300 av. J.-C.). Très tôt, des cérémonies d'offrandes de riz se perpétuent dans la culture japonaise. Durant l'époque de Nara (710 - 794), parmi le personnel chargé des cérémonies du repas organisées à la cour impériale de Kyoto, une personne était spécifiquement responsable des mochi (pâté de riz gluant). À l'époque de Heian (794 - 1185), l'exploitation culinaire du mochi s'élabore avec, notamment, l'apparition du kagami mochi dans les cérémonies matinales du Nouvel An. Une première recette d'arare est inventée à Nara au cours de l'ère Keichō (1596 - 1615) ; du mochi séché est étiré, coupé en menus morceaux et trempé dans du shōchū,. À côté d'une confection artisanale, une production industrielle d'arare commence à se développer dans le courant de la seconde moitié de l'ère Meiji (1868 - 1912).

## Préparation
Dans sa version originelle, la préparation de l'arare, effectuée lors de fêtes saisonnières, commence par le séchage de mochi à l'air libre. Ceux-ci sont ensuite découpés en rectangles puis grillés sur une plaque chauffante appelée teppan,. Par la suite, la technique évolue : un cuit vapeur en bambou ou une étuve assure le séchage, et les mochi sont pilés dans un mortier. Au début du XXe siècle, la recette est précisée et réalisée industriellement à l'aide de machines. Le riz gluant est trempé dans de l'eau puis séché à la vapeur. La pâte obtenue est broyée pour former des cylindres qui sont amenés à basse température pour solidification. Les blocs de mochi séchés sont découpés et placés dans un déshydrateur afin d'éliminer l'excédent d'humidité. Les morceaux de mochi sont ensuite grillés dans un four et, enfin, assaisonnés. L'assaisonnement est généralement du sel ou de la sauce de soja.

## Consommation traditionnelle

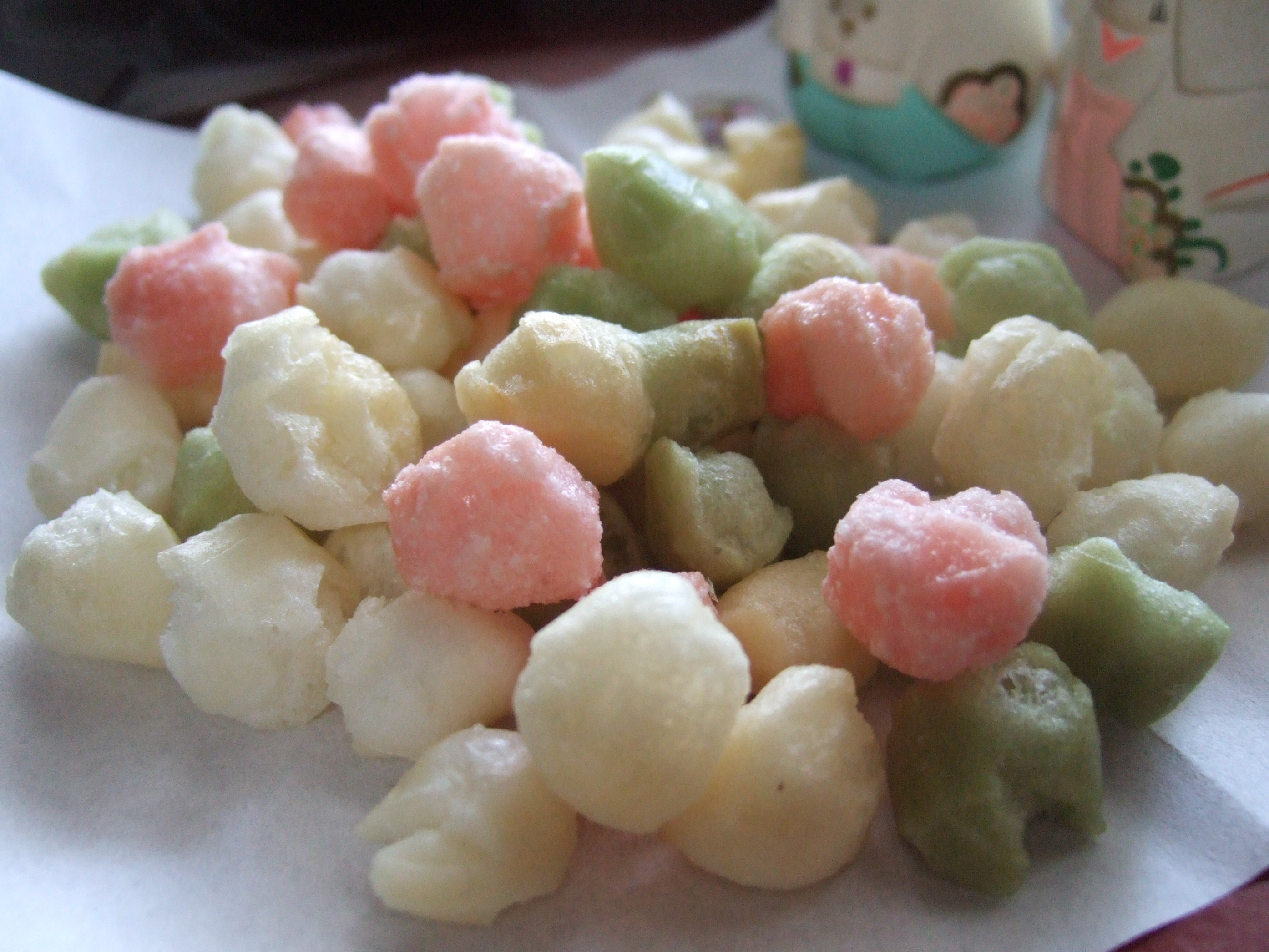
Arare de différentes couleurs pour le hina matsuri.

À côté du chirashizushi et de diverses variétés de mochi, l'arare est présenté à table lors de l'hina matsuri, célébration calendaire des filles, le 3 mars. Il est alors appelé hina arare et décliné caramélisé en quatre couleurs : rose, vert, jaune et blanc, représentant chacune une saison, du printemps à l'hiver,.

## Hors du Japon
L'arare a été apporté aux États-Unis par des immigrés japonais au début du XXe siècle, particulièrement à Hawaï, où on les appelle « kakimochi » ou « crunch mochi », et où on les mange avec du pop-corn.